# Solfeig

Melodia de l'himne a Sant Joan

El solfeig o solfa és la tècnica d'entonar una melodia –fent cas de l'entonació, la durada, la intensitat i el fraseig de la partitura– gesticulant la marca del compàs i pronunciant els noms de les notes musicals entonades.
També es refereix a l'habilitat de reconèixer els signes de la notació musical representats en una partitura, i la vocalització que es fa de la seva interpretació, entenent això com la lectura musical, de la mateixa manera que algú llegiria en veu alta un text escrit.
El solfeig d'una peça musical des del punt de vista estrictament tècnic no implica solament la lectura del nom de notes (DO, RE, MI, FA, SOL, LA, SI), perquè qui solfeja, en el millor dels casos, ha de parar esment a tots els signes de la partitura (matisos, tempo, caràcter, etc.). No obstant això, en un context més ampli, llegir els noms de les notes amb la seva respectiva figuració rítmica, fins i tot ometent aspectes tan importants com l'entonació, ha de considerar-se com pràctica del solfeig (en un nivell molt bàsic).

## Etimologia
El solfège francès i el solfeggio italià deriven en última instància dels noms de dues de les síl·labes usades: sol i fa. L'equivalent en català d'aquesta expressió, solfa, també s'utilitza, especialment com a verb (solfejar un passatge és cantar en solfeig).
La paraula solmització deriva del llatí medieval solmització, i en última instància dels noms de les síl·labes sol i mi. La solmització és sovint usada com a sinònim de solfeig, però és tècnicament un terme més genèric, és a dir, el solfeig és un tipus de solmització, i és gairebé universal a Europa i Amèrica.

## Origen de les síl·labes del solfeig
Guido d'Arezzo (ca. 990 - ca.1050) va ser un monjo benedictí, figura central de la música a l'acabament de l'alta edat mitjana. Durant la seva estada a l'abadia italiana de Pomposa (prop de Ferrara) es va adonar de la dificultat que tenien els cantors per a recordar els càntics gregorians. Per això va idear un sistema de línies horitzontals, el pentagrama grec, en aquest cas de cinc línies (n'hi havia també de tres o quatre), on es representen notes que tenen diferent valor i to. La seva obra cabdal és el Micrologus, un tractat musical que va tenir una gran difusió durant tota l'edat mitjana i va ser el més conegut fins al segle xiv.
Aquest autor és el responsable del noms de les notes musicals, que en aquella època es denominaven mitjançant les primeres lletres de l'alfabet: A, B, C, D, E, F, G, començant per l'actual nota “la”. Els països on no varen arribar els músics llatins segueixen utilitzant actualment aquest sistema. És el cas del Regne Unit, Alemanya, Suècia, etc.; i a França també se segueix usant UT per als termes tècnics o teòrics (per exemple, trompette en ut o clé d'ut).
En aquells temps s'acostumava a cantar un himne dedicat a sant Joan Baptista, atribuït al monjo benedictí i historiador llombard Paulus Diaconus (ca. 720-800). Era conegut com a Ut queant laxis i tenia la particularitat que cada frase musical començava amb una nota superior a l'antecedent. Guido va tenir la idea d'emprar la primera síl·laba de cada frase per identificar les notes que amb elles s'entonaven. El text complet és el següent: UT queant laxis, REsonare fibbris, MIra gestorum, FAmuli tuorum, SOLve polluti, LAbii reatum. Sancte Ioannes.
| Nota                       | Original llatí                                                                                         | Traducció |
| -------------------------- | --- | --- |
| Ut - Do Re Mi Fa Sol La Si | Utqueant laxis Re sonare fibris Mira gestorum Famuli tuorum Solve polluti Labii reatum Sancte Ioannes. | Perquè puguin exaltar a ple pulmó les meravelles aquests servents teus perdona la manca dels nostres llavis impurs sant Joan. |

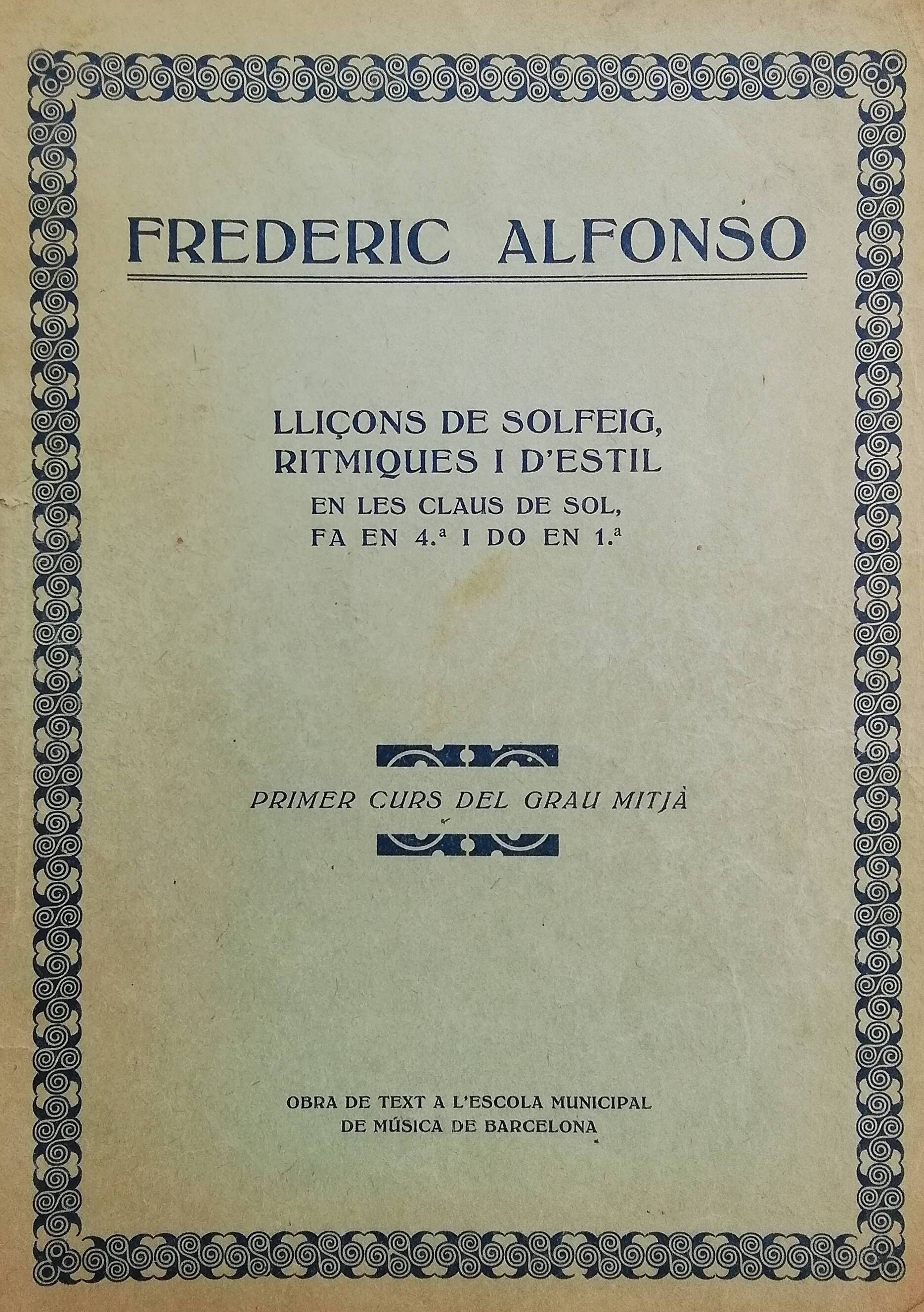
Lliçons de solfeig publicades cap a l'any 1930

Aquest sistema d'entonació va ser nomenat solmització (derivava de les notes sol i mi), vocable que va evolucionar fins a la paraula solfeig, que és la tècnica d'entonar una melodia. El musicòleg i humanista italià Giovanni Battista Doni (1594-1647) va constatar que era difícil solfejar amb la nota UT, ja que acabava en una consonant sorda, i va tenir la idea de reemplaçar-la amb la primera síl·laba del seu propi cognom, Do, que acabava en vocal i s'adaptava millor al cant. Una altra teoria afirma que potser provingui del terme Dominus, 'Senyor' en llatí.
Al segle xvi, el músic neerlandès Anselmo Fiamengo (Anselm de Flandes) al servei de la cort de Baviera, va afegir la setena i definitiva nota, «si», acrònim de Sancte Ioannes, Sant Joan.
Una teoria alternativa en els orígens del solfeig proposa que va poder també haver tingut orígens musicals àrabs. S'ha discutit que les síl·labes del solfeig (do, re, mi, fa, sol, la, tu) es van poder haver derivat de les síl·labes del sistema àrab durr-i-mufassal (perles separades) (dal, a, mim, fa, sad, lam) durant les contribucions islàmiques a la Europa medieval. El primer a enunciar aquesta teoria va ser Meninski a la seva Thesaurus Linguarum Orientalum (1680), seguit per Laborde al seu Essai sur la Musique Ancienne et Moderne (1780).

## Les escales descendents
L'escala natural diatònica descendent:
- (Do) - "el to baix"
- (Si) - "el to perforant"
- (La) - "el to alegre"
- (Sol) - "el to brillant"
- (Fa) - "el to solitari"
- (Mi) - "el to tranquil"
- (Re) - "el to esperançat"
- (Do) - "el to fort"

Els erudits francesos Laborde i Villoteau suggereixen que la notació musical del món àrab influenciés Guido d'Arezzo. [7]

| Lletres àrabs  | ﻡ mīm | ﻑ fāʼ | ﺹ ṣād | ﻝ lām | ﺱ sīn | ﺩ dāl | ﺭ rāʼ |
| Notes musicals | mi    | fa    | sol   | la    | si    | do    | re    |

En països no anglosaxons, aquestes set síl·labes han estat utilitzades per a anomenar les notes de l'escala, en comptes de les lletres C, D, E, F, G, A i B, com les dels països anglosaxons. Aquest és també el cas del Japó. En països germànics, les lletres s'utilitzen a aquest efecte, i les síl·labes del solfeig es troben només per al seu ús en la lectura musical i l'entrenament de l'oïda.
Als països anglosaxons, el si va ser canviat en ti per Sarah Glover al segle xix, de manera que cada síl·laba pogués començar amb una lletra diferent. El ti s'utilitza en el tònic sol-fa (mètode per aprendre lectura musical molt popular al Regne Unit) i a la cançó Do-Re-Mi del musical The Sound of Music en la frase «Tea, a drink with jam and bread» (Te, una beguda amb melmelada i pa). Els mots anglesos tea i ti són homòfons.